# Rochester, Wisconsin
Rochester là một làng thuộc quận Racine, tiểu bang Wisconsin, Hoa Kỳ. Năm 2006, dân số của làng này là 1149 người.